# Steven Brams

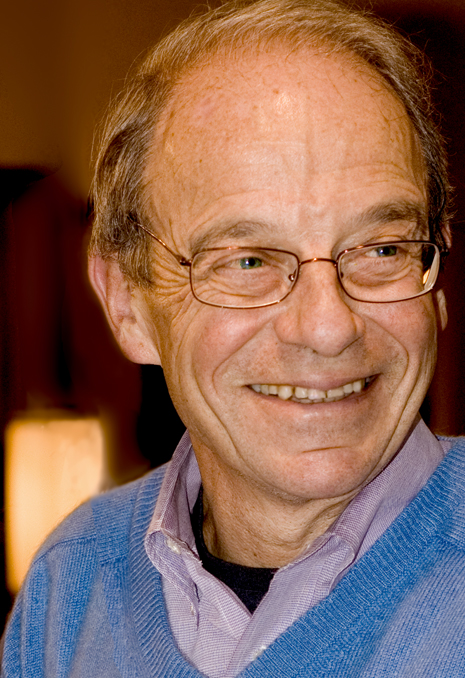
Steven Brams

Steven J. Brams (* 28. November 1940 in Concord (New Hampshire)) ist ein US-amerikanischer Politikwissenschaftler, der sich mit Spieltheorie, Theorie von Wahlen wie Sozialwahltheorie und Theorie fairen Teilens befasst.

## Leben
Brams studierte am Massachusetts Institute of Technology (MIT) mit dem Bachelor-Abschluss 1962 und wurde 1966 an der Northwestern University in Politikwissenschaft promoviert. 1965 bis 1967 war er am Institute for Defense Analyses, ab 1967 Assistant Professor an der Syracuse University und ab 1969 an der New York University, an der er 1973 Associate Professor und 1976 Professor wurde.
Er ist einer der Begründer von Wahl durch Zustimmung (mit Peter C. Fishburn 1977) und mit Alan D. Taylor Erfinder der Scheidungsformel (Adjusted Winner Procedure), die er patentieren ließ und deren Patent von einer Bostoner Anwaltsfirma vermarktet wird. Mit Taylor entwarf er 1995 eine Lösung des Tortenteilungsproblems für beliebig viele Teilnehmer (Faire Teilung).
Er wandte die Spieltheorie auf unterschiedlichste Gebiete an wie internationale Politik und die Bibel. Eine der analysierten Situationen ist Gottes Verbot, vom Baum der Erkenntnis zu essen. Gott hat hier zwei mögliche Strategien: verbieten oder nicht verbieten. Adam und Eva haben ebenfalls zwei mögliche Strategien: essen oder nicht essen. Eine Analyse der vier Möglichkeiten ergibt, dass „verbieten / (trotzdem) essen“ die stabile Lösung des Spiels ist.
Er war Gastprofessor an der University of Rochester, der University of Michigan, der University of California, Irvine, der University of Pennsylvania und der Yale University.
1986/87 war er Guggenheim Fellow. Er ist Mitglied der American Association for the Advancement of Science.

## Schriften
- Game Theory and Politics, New York: Free Press, 1975, 2. Auflage Dover 2004 (englisch).
- Paradoxes in Politics: An Introduction to the Nonobvious in Political Science, New York: Free Press, 1976 (englisch).
- The Presidential Election Game, Yale University Press, 1978, 2. Auflage A. K. Peters 2008 (englisch).
- Herausgeber mit A. Schotter, G. Schwödiauer, Applied Game Theory: Proceedings of a Conference, Vienna, 1978, Würzburg: Physica-Verlag, 1979 (englisch).
- Biblical Games: Game Theory and the Hebrew Bible, MIT Press, 1980, 2. Auflage 2003 (englisch).
- Herausgeber mit William F. Lucas, Philip D. Straffin, Jr.: Modules in Applied Mathematics: Political and Related Models, Band 2. New York: Springer-Verlag, 1983 (englisch).
- mit Peter C. Fishburn: Approval Voting, Birkhäuser Boston, 1983, Springer Verlag 2007 (englisch).
- Superior Beings: If They Exist, How Would We Know? Game-Theoretic Implications of Omniscience, Omnipotence, Immortality, and Incomprehensibility. Springer-Verlag, 1983, 2. Auflage 2007 (englisch).
- Superpower Games: Applying Game Theory to Superpower Conflict, Yale University Press, 1985 (englisch).
- Rational Politics: Decisions, Games, and Strategy. Washington, D.C.: CQ Press, 1985, Academic Press, 1989 (englisch).
- mit D. Marc Kilgour, Game Theory and National Security. New York: Basil Blackwell, 1988 (englisch).
- Negotiation Games: Applying Game Theory to Bargaining and Arbitration. New York: Routledge, 1990, 2. Auflage 2003 (englisch).
- Theory of Moves, Cambridge University Press, 1994 (englisch).
- mit Alan D. Taylor: Fair Division: From Cake-Cutting to Dispute Resolution, Cambridge University Press 1996 (englisch).
- mit Alan D. Taylor: The Win-Win Solution: Guaranteeing Fair Shares to Everybody, W. W. Norton, 1999 (englisch).
- Mathematics and Democracy: Designing Better Voting and Fair-Division Procedures, Princeton University Press, 2008 (englisch).
- Herausgeber mit William V. Gehrlein, Fred S. Roberts: The Mathematics of Preference, Choice, and Order: Essays in Honor of Peter C. Fishburn, Springer, 2009.
- Game Theory and the Humanities: Bridging Two Worlds, MIT Press, 2011 (englisch).
- mit Michael A. Jones, Christian Klamler: Better Ways to Cut a Cake, Notices of the American Mathematical Society, Band 53, Dezember 2006, Online (englisch).